# Ko Lipe

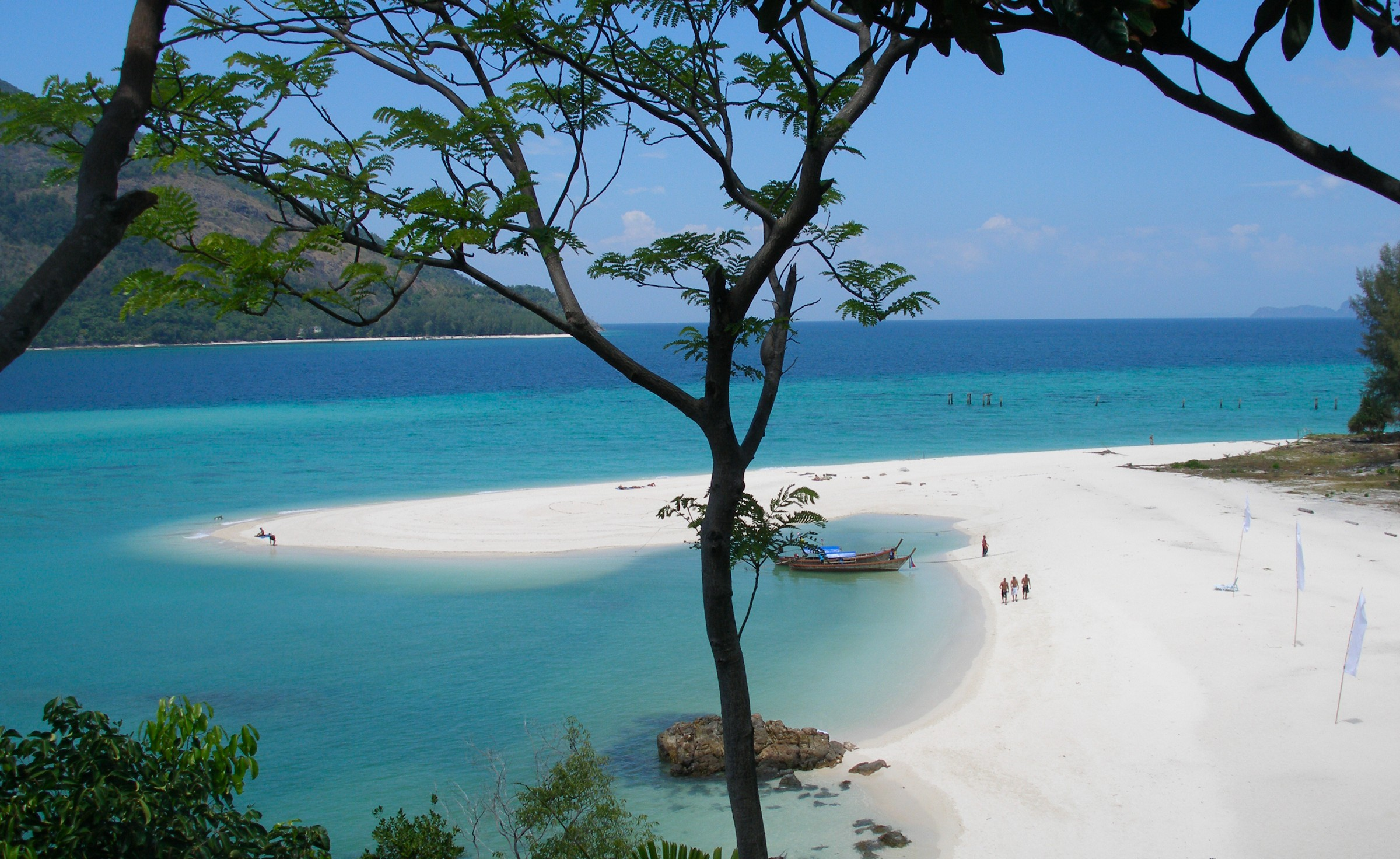
Bãi biển Ko Lipe

Ko Lipe (tiếng Thái: เกาะหลีเป๊ะ) là hòn đảo nhỏ thuộc quần đảo Adang-Rawi ở biển Andaman, tỉnh Satun, phía Tây Nam Thái Lan, gần biên giới Malaysia. Tên trong tiếng Thái được phiên âm theo nhiều cách khác nhau sang tiếng Anh. Những tên gọi phổ biến nhất là "Koh Lipe", "Koh Lipeh", "Ko Lipey" và "Ko Lipe". Ko Lipe có ba bãi biển chính là Sunset, Sunrise và Pattaya.
Trong mùa cao điểm (tháng 11 đến tháng 5) có một số địa điểm mà từ đó mọi người có thể đi phà hoặc tàu cao tốc để đến Ko Lipe, gồm có: Pak Bara, Langkawi, Phi Phi, Ko Lanta và Trang. Vào mùa thấp điểm (tháng 5 đến tháng 10), cách duy để đến được Ko Lipe là dùng tàu cao tốc từ Pak Bara.
Ko Lipe nằm ngoài thẩm quyền quản lý của Vườn quốc gia Tarutao nên hòn đảo đang phát triển nhanh chóng để đáp ứng cho nhu cầu du lịch. Tuy nhiên, nơi đây đang phải đối mặt với vấn đề về rác thải và bảo tồn động vật. Hiện nay đang có những dự án giúp cho Ko Lipe được sạch sẽ.